# Irgendwie, irgendwo, irgendwann
«Irgendwie, irgendwo, irgendwann» (с нем. — «Как-нибудь, где-нибудь, когда-нибудь») — песня немецкой Neue Deutsche Welle-группы Nena c альбома Feuer und Flamme, написанная участниками группы Йорном-Уве Фаренкрог-Петерсеном и Карло Каргесом и исполненная певицей Nena. Появилось множество вариаций и каверов на песню, включая семплы и версии на иностранных языках, в первую очередь на английском языке — «Anyplace, Anywhere, Anytime».